# Alfonso Díaz Carreño
Alfonso Díaz Carreño (Los Corrales de Buelna, Cantabria, 1978) es un jugador profesional de bolos, que actualmente juega con la Peña Bolística Riotuerto Sobaos Los Pasiegos   
Ha jugado 29 temporadas en la máxima categoría, Bolística Torrelavega (1), Hermanos Borbolla (4), La Rasilla (3), Renedo Funditubo (7), Puertas Roper (3), Casa Sampedro (10) y Riotuerto (1).

## Palmarés
- 1 vez Campeón de España de primera categoría de Peñas por Parejas
- 1 vez Campeón Regional de primera categoría de Peñas por Parejas
- 1 vez Campeón Regional de segunda categoría
- 1 vez Campeón de Regional Juvenil
- 1 vez subcampeón de España de primera categoría individual
- 2 veces Subcampeón Regional de primera categoría de Peñas por parejas
- 1 vez subcampeón de España categoría sub-23
- 3 veces tercer clasificado en Campeonato de España de peñas por parejas
- 3 veces cuarto clasificado en Campeonato de España de primera categoría individual
- 1 vez cuarto clasificado en Campeonato Regional de Primera Categoría individual
- 2 veces cuarto clasificado en Campeonato Regional de Peñas por parejas
- 3 veces Campeón de la Copa FEB
- 1 vez Campeón de la Copa Presidente de Cantabria
- 3 veces campeón de la Copa apebol